# The Here And Now Sessions
The Here And Now Sessions es un demo lanzado por Architects en 2010, el cual muestra al público 4 de las canciones que en un futuro se incluirían en el álbum The Here And Now

## Lista de canciones
| N.º   | Título                                      | Duración |  |
| 1.    | «An Open Letter From Myself (Demo version)» | 5:09     |  |
| 2.    | «BNT (Demo version)»                        | 3:52     |  |
| 3.    | «Year In Year Out (Demo version)»           | 4:33     |  |
| 4.    | «Red Eyes (Demo Version)»                   | 4:40     |  |
| 18:24 |                                             |          |  |

## Personal
- Sam Carter – voz
- Tom Searle (†) – guitarra líder
- Tim Hillier-Brook – guitarra rítmica
- Alex "Ali" Dean – bajo
- Dan Searle – batería